# Al-Mustakfi (califfo abbaside del Cairo)
Abū al-Rabīʿ Sulaymān, (laqab: al-Mustakfī bi-llāh) (in arabo أبو الربيع سليمان المستكفي بالله‎?; Il Cairo, 23 marzo 1285 – Qūṣ (Egitto), febbraio 1340), è stato un califfo arabo, terzo della dinastia califfale abbaside del Cairo.
Il suo regno (20 gennaio 1302 - febbraio 1340) si sviluppò sotto la tutela del Sultano mamelucco Bahri al-Malik al-Nāṣir al-Dīn Muḥammad ibn Qalāwūn, salvo la breve interruzione derivante dal sultanato di Baybars II nel 1309.

## Contesto storico
Figlio del sultano mamelucco Qalāwūn e di Ashlūn Khātūn - a sua volta figlia di una mongola emigrata col padre Shaktāy dall'Anatolia in Egitto nel 1276 - al-Nāṣir Muḥammad divenne per la prima volta sultano nel 1293 a 8 anni di età, sotto la tutela del suo vice mongolo Kitbughā. Questi, nel dicembre del 1294, divenne nuovo Sultano grazie al sostegno discreto dell'emiro mongolo Lājīn (al-Malik al-Manṣūr Ḥusām al-Dīn Lājīn al-Manṣūrī), a sua volta nominato suo vice da Kitbughā.
Il suo regno fu caratterizzato da una severa carestia dell'Egitto e dall'insediamento in Palestina di numerosi mongoli Oirati, fuggiti dall'Ilkhanato e dall'Īlkhān Ghāzān che aveva rovesciato Baydū. Kitbughā fu rovesciato a sua volta nel novembre del 1296 dal suo antico mentore e vice, appoggiato da vari emiri, tutti timorosi che il Sultanato mamelucco turco Baḥrī finisse col cadere sotto il controllo dei nuovi arrivati Mongoli. 
Lājīn dispose che al-Nāṣir Muḥammad fosse tenuto prigioniero nella fortezza di al-Karak dal gennaio del 1298 al febbraio del 1299, data in cui Lājīn (il cui sultanto non fu meno disastroso di quello di Kitbughā) fu a sua volta deposto dagli Emiri, che richiamarono al Cairo al-Nāṣir Muḥammad, ricollocandolo ancora sul trono in veste di nuovo sultano mamelucco.
Nel gennaio del 1299, al-Nāṣir Muḥammad compì la maggiore età che gli avrebbe permesso di governare da solo, ma dovette restare sotto la tutela di due emiri, rivali tra loro: Al-Muzaffar Rukn al-Din Baybars al-Jashankir (o Jāshnikīr), in veste di ustādār, e Sayf al-Dīn Salār al-Manṣūrī, in veste di vice-Sultano.
Nel dicembre del 1299, i Mongoli al comando di Ghāzān, coi loro alleati del Regno armeno di Cilicia, invasero la Siria. Le forze mamelucche furono severamente sconfitte il 22 e 23 dicembre 1299 vicino Homs, nella Battaglia di Wādī al-Khāzandār (o Khāzindār). 
Nel gennaio del 1300, Damasco si arrese a Ghāzān senza combattere e il 4 febbraio, dopo aver ricevuto il tributo delle città conquistate, Ghāzān dovette però tornare nei suoi domini persiani, attraversando l'Eufrate il giorno 16.. I Mamelucchi ebbero allora la possibilità di riguadagnare il terreno perduto.

### Il sultanato di al-Nāṣir Muḥammad

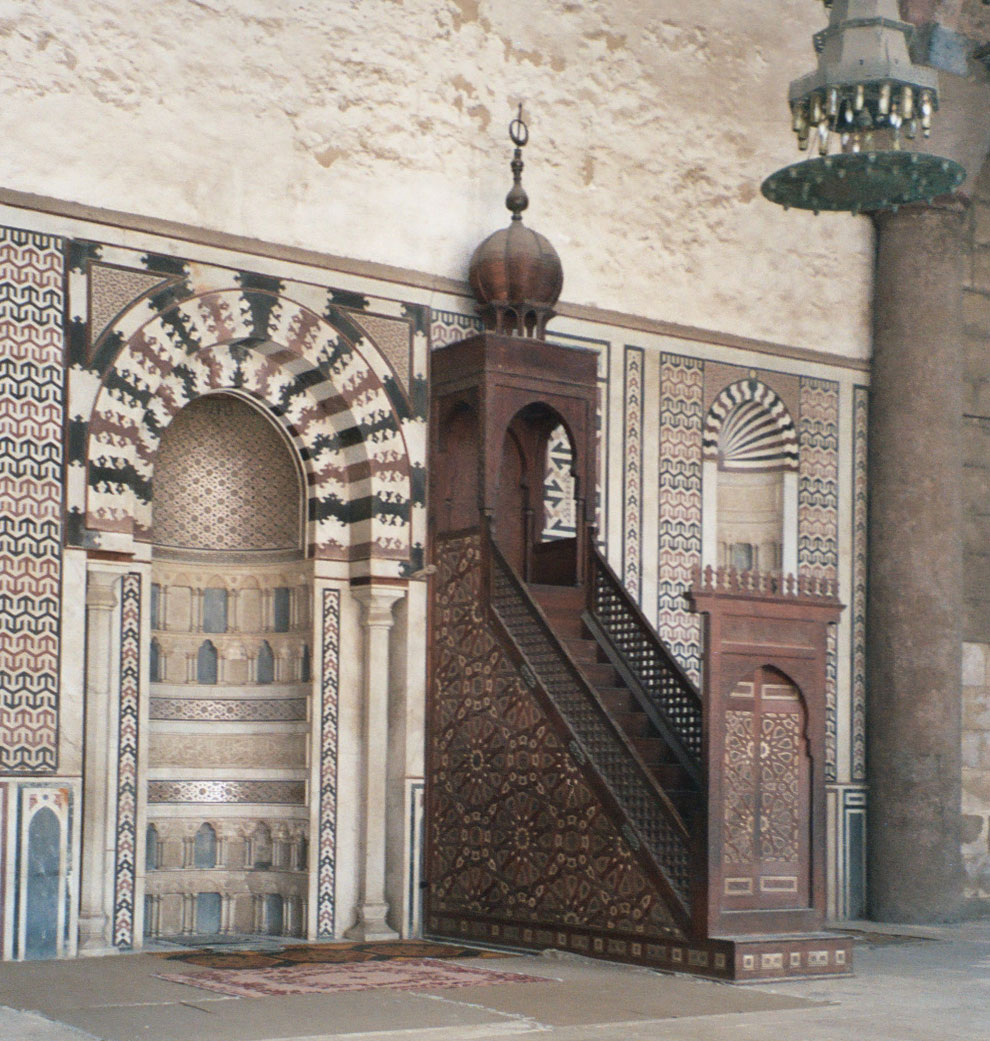
Miḥrāb e minbar della moschea del figlio di Qalāwūn, il Sultano mamelucco al-Nāṣir Muḥammad b. Qalāwūn (1318). Cittadella del Cairo.
La struttura palaziale che comprende la moschea, ospita anche il grande ospedale, noto come Bīmaristān al-Manṣūrī

Nel 1303, Ghāzān effettuò un nuovo tentativo d'invasione della Siria. Traversò i fiume Eufrate a Ḥilla e partì per Il Cairo, accompagnato il 23 marzo da al-Mustakfī. Ghāzān si accampò davanti Damasco il venerdì 19 aprile, primo giorno del mese di ramadan.
al-Nāṣir Muḥammad riportò la vittoria contro i Mongoli dell'Ilkhanato nei pressi di Damasco, nella battaglia di Marj al-Suffar, alla presenza di al-Mustakfī. 
La vittoria mamelucca marcò la fine dell'ultimo tentativo mongolo d'invadere la Siria.
Il potere del califfo in politica interna era insignificante, mentre conservava una certa influenza in politica estera sui sovrani musulmani che ambivano una legittimazione del loro potere. Nel 1307-08, al-Mustakfī inviò una missiva al signore rasulide yemenita al-Mu'ayyad Da'ud (ubbidiente ai Mamelucchi), in cui gli rimproverava tra l'altro di non aver apporovvigionato col grano la città di Mecca (appartenente, come il resto del Hijaz, al Sultanato mamelucco), minacciando rappresaglie.
Al-Nāṣir Muḥammad, che tollerava sempre meno la tutela dei due emiri Rukn al-Dīn Baybars e Sayf al-Dīn Salār, tentò di farli imprigionare ma rinunciò davanti ai rischi di una simile operazione. Pretese allora di fare il pellegrinaggio a Mecca, accompagnato dai suoi due tutori. Si fermò lungo il tragitto ad al-Karak e li avvertì che non avrebbe proseguito il suo cammino verso la Città Santa. I due emiri gli dissero allora di abdicare, cosa che il Sultano fece subito e Rukn al-Dīn Baybars (Baybars II) si fece eleggere Sultano. 
Al-Nāṣir Muḥammad ricevette nondimeno l'appoggio dei governatori di Homs e di Aleppo, a lui favorevoli. Le minacce di Rukn al-Dīn Baybars rimasero senza conseguenze, giacché al-Nāṣir Muḥammad riuscì a rqadunare un esercito più forte di quello del rivale. A quel punto Sayf al-Dīn Salār optò per schierarsi con al-Nāṣir Muḥammad. Rukn al-Dīn Baybars abdicò a sua volta e fuggì. Fu raggiunto e strangolato davanti ad al-Nāṣir Muḥammad. Sayf al-Dīn Salār fu arrestato, i suoi beni confiscati e fu lasciato morire di fame. Il 5 aprile 1310, al-Nāṣir Muḥammad salì sul trono per la terza volta. Sbarazzatosi dei suoi antichi tutori, al-Nāṣir Muḥammad entrò nel pieno esercizio dei suoi poteri.
Nel 1336, al-Nāṣir Muḥammad incarcerò al-Mustakfĭ con tutta la famiglia i nella Cittadella del Cairo prima di esiliarlo a Qūs.
Al-Mustakfī morì nel 1339-40. Al-Nāṣir Muḥammad ignorò la sua volontà che a succedergli fosse il figlio e designò d'autorità come suo successore Ibrāhīm al-Wāthiq I, che viene ricordato come al-Wāthiq II e che era nipote di al-Ḥākim I.
Contrariamente a quanto accaduto nel 1302, non fu il Sultano a pronunciare il giuramento di fedeltà al califfo, ma fu il califfo a farlo per il Sultano.